# Sarah Huchet
Sarah Huchet (Léhon, 4 maggio 1994) è una calciatrice francese, centrocampista del Cruz Azul.

## Carriera

### Club
Huchet inizia la carriera giocando nelle giovanili dei club ACS La Léhonnaise e Dinan Léhon FC prima di trasferirsi allo Stade Briochin, società con sede a Saint-Brieuc, all'età di 15 anni, ricoprendo il ruolo di difensore. Aggregata alla prima squadra, che disputa la Division 1 Féminine, primo livello del campionato francese femminile di calcio, fin dalla sua  prima stagione in maglia gialloblu, fa il suo debutto in campionato l'11 ottobre 2009, scelta dal tecnico/giocatore Sonia Haziraj come titolare nell'incontro perso in trasferta 3-2 in casa del Soyaux. In quella stagione matura 4 presenze in campionato, con la squadra che pu con il 5º miglior attacco termina al 9º posto ottenendo la salvezza a 6 punti dalla zona retrocessione. Con l'arrivo sulla panchina della squadra del franco-beninese Adolphe Ogouyon per la stagione 2010-2011, la fiducia in Huchet non viene meno, trovando molto spazio in campionato, per lei 16 presenze su 22 incontri, e facendo anche il suo debutto in Challenge de France féminin (la futura Coppa di Francia) il 30 gennaio 2011, nell'incontro dei trentaduesimi di finale perso con il Rennes 2-1, condividendo con le compagne un campionato impegnativo, chiuso all'8º posto a 3 soli punti dalla zona retrocessione.
La stagione successiva la squadra viene integrata nel Guingamp diventandone la sua sezione femminile, iscrivendosi con  il nuovo nome e colori sociali al campionato di D1 2011-2012. Huchet è tra le calciatrici che rimangono in rosa seguendo il tecnico Ogouyon, che la impiega in 10 occasioni solamente in campionato. In quella stagione la competitività della squadra cresce e seppure venga nuovamente eliminata in Coppa di Francia già ai trentaduesimi di finale in campionato termina a metà classifica, raggiungendo il 6º posto, la migliore prestazione ottenuta da Huchet nel campionato francese fino a quel momento. Affronta la sua seconda e ultima stagione con il club di Guingamp a disposizione del nuovo tecnico Olivier Moullac, il quale oltre a impiegarla in 11 incontri di campionato le fa maturare 2 presenze in Coppa di Francia, per quella che sarà il suo migliore risultato nel torneo, i quarti di finale.
A stagione terminata Huchet decide di trasferirsi in Ohio, negli Stati Uniti d'America, per approfondire gli studi iscrivendosi alla University of Northwestern Ohio di Lima, continuando l'attività agonistica nella squadra di calcio femminile universitario dell'ateneo, le UNOH Racers. Disputa la stagione 2013-2014 nella National Association of Intercollegiate Athletics (NAIA) maturando 19 presenze sotto la guida dell'Head Coach Stuart Gore che la impiega nel ruolo di centrocampista.
Ritornata in patria, nell'estate 2014 sottoscrive un accordo con l'Issy per la stagione 2014-2015, squadra neopromossa e ritornata in Division 1 dopo una stagione in cadetteria.
Nell'estate 2020 decide di accettare la proposta del neopromosso Napoli trasferendosi in Italia per la sua seconda esperienza all'estero.
Dopo una sola stagione al Napoli, nel corso della quale ha segnato sette reti e risultando la migliore marcatrice della squadra, nel luglio 2021 si è trasferita alla Fiorentina.

### Nazionale
Huchet inizia ad essere convocata dalla Federcalcio francese (FFF) dall'estate 2009, chiamata dal tecnico Francisco "Paco" Rubio per indossare la maglia della formazione Under-17 impegnata in una serie di amichevoli al centro federale di Clairefontaine-en-Yvelines, debuttando nella doppia amichevole con le pari età dell'Giappone del 26 e 28 agosto. Dopo oltre un anno Rubio la convoca nuovamente per una doppia sfida con l'Italia, il 22 e 24 marzo 2011, per inserirla poi nella formazione che disputa la fase élite di qualificazione all'Europeo 2011 di categoria. Qui la impiega in tutti i tre incontri della fase, disputando l'intero incontro con il Galles del 14 aprile (2-0), e, grazie alle tre vittorie, 4-0 sulla Scozia e 2-0 sulla Svizzera, festeggia con le compagne l'accesso alla fase finale.
Rubio continua a concederle fiducia, chiamandola anche a Nyon e impiegandola da titolare per tutti gli 80 minuti sia nella semifinale con la Germania del 28 luglio, superata ai tiri di rigore dopo che i tempi regolamentari si erano chiusi sul 2-2 e dove Huchet è tra i rigoristi che va a segno, che nella finale del 31 luglio persa per 1-0 con la Spagna.

## Statistiche

### Presenze e reti nei club
Aggiornato al 27 dicembre 2023
| Stagione                   | Squadra                    | Campionato                 | Campionato | Campionato | Coppe nazionali | Coppe nazionali | Coppe nazionali | Coppe continentali | Coppe continentali | Coppe continentali | Altre coppe | Altre coppe | Altre coppe | Totale | Totale |
| Stagione                   | Squadra                    | Comp                       | Pres       | Reti       | Comp            | Pres            | Reti            | Comp               | Pres               | Reti               | Comp        | Pres        | Reti        | Pres   | Reti   |
| -------------------------- | -------------------------- | -------------------------- | ---------- | ---------- | --------------- | --------------- | --------------- | ------------------ | ------------------ | ------------------ | ----------- | ----------- | ----------- | ------ | ------ |
| 2009-2010                  | Stade Briochin             | D1                         | 4          | 0          | CF              | -               | -               | -                  | -                  | -                  | -           | -           | -           | 4      | 0      |
| 2010-2011                  | Stade Briochin             | D1                         | 16         | 0          | CF              | 1               | 0               | -                  | -                  | -                  | -           | -           | -           | 17     | 0      |
| Totale Stade Briochin      | Totale Stade Briochin      | Totale Stade Briochin      | 20         | 0          |                 | 1               | 0               |                    | -                  | -                  |             | -           | -           | 21     | 0      |
| 2011-2012                  | Guingamp                   | D1                         | 10         | 0          | CF              | -               | -               | -                  | -                  | -                  | -           | -           | -           | 10     | 0      |
| 2012-2013                  | Guingamp                   | D1                         | 11         | 0          | CF              | 2               | 0               | -                  | -                  | -                  | -           | -           | -           | 13     | 0      |
| Totale Guingamp            | Totale Guingamp            | Totale Guingamp            | 21         | 0          |                 | 2               | 0               |                    | -                  | -                  |             | -           | -           | 23     | 0      |
| 2014-2015                  | Issy                       | D1                         | 21         | 3          | CF              | 1               | 0               | -                  | -                  | -                  | -           | -           | -           | 22     | 3      |
| 2015-2016                  | Issy                       | D2                         | 15         | 4          | CF              | 1               | 0               | -                  | -                  | -                  | -           | -           | -           | 16     | 4      |
| Totale Issy                | Totale Issy                | Totale Issy                | 36         | 7          |                 | 2               | 0               |                    | -                  | -                  |             | -           | -           | 38     | 7      |
| 2016-2017                  | Digione                    | D2                         | 6          | 0          | CF              | -               | -               | -                  | -                  | -                  | -           | -           | -           | 6      | 0      |
| 2017-2018                  | Olympique Marsiglia        | D1                         | -          | -          | CF              | -               | -               | -                  | -                  | -                  | -           | -           | -           | -      | -      |
| 2018-2019                  | Olympique Marsiglia        | D2                         | 19         | 8          | CF              | 1               | 0               | -                  | -                  | -                  | -           | -           | -           | 20     | 8      |
| 2019-2020                  | Olympique Marsiglia        | D1                         | 6          | 0          | CF              | -               | -               | -                  | -                  | -                  | -           | -           | -           | 6      | 0      |
| Totale Olympique Marsiglia | Totale Olympique Marsiglia | Totale Olympique Marsiglia | 25         | 8          |                 | 1               | 0               |                    | -                  | -                  |             | -           | -           | 26     | 8      |
| 2020-2021                  | Napoli                     | A                          | 18         | 7          | CI              | 2               | 0               | -                  | -                  | -                  | -           | -           | -           | 20     | 7      |
| 2021-2022                  | Fiorentina                 | A                          | 20         | 1          | CI              | 3               | 0               |                    | -                  | -                  |             | -           | -           | 23     | 1      |
| 2022-2023                  | Fiorentina                 | A                          | 8          | 0          | CI              | 1               | 2               |                    | -                  | -                  |             | -           | -           | 9      | 2      |
| Totale Fiorentina          | Totale Fiorentina          | Totale Fiorentina          | 28         | 1          |                 | 4               | 2               |                    | -                  | -                  |             | -           | -           | 32     | 3      |
| 2023-2024                  | Sampdoria                  | A                          | 8          | 0          | CI              | 1               | 0               | -                  | -                  | -                  | -           | -           | -           | 9      | 0      |
| Totale carriera            | Totale carriera            | Totale carriera            | 162        | 23         |                 | 13              | 2               |                    | -                  | -                  |             | -           | -           | 175    | 25     |